# Аксой, Саадет
Сааде́т Аксо́й (тур. Saadet Işıl Aksoy) (род.29 августа 1983 года) — турецкая актриса.

## Биография
Её отец из Невшехира, её мать из Эдирне и Сиирта. Актёрским делом Саадет заинтересовалась в школе. Она участвовала в различных телешоу о музыке и кино на частных турецких каналах. После окончания института, Саадет Аксой решила попробовать себя в профессиональном кинематографе. Ещё в институте актриса занималась на курсах актёрского мастерства, участвовала в съемках рекламных роликов, сериалов, короткометражных лент.
Между 2002 и 2004 году она дебютировала в качестве телеведущей на канале 1. В 2005 году Саадет Аксой дебютировала в фильме "Осенний огонь". В 2006 году Саадет переехала в Соединенные Штаты, где училась в Нью-Йоркской киноакадемии. В последние годы она продолжала играть роли в многочисленных телесериалах для турецкого телевидения, такие как Senden Baska, Kalpsiz Adam, Balkan Wedding.
В 2012 году Саадет снялась в фильме Рождённый дважды Серджио Кастеллитто, где она играет роль Аски. В России известность ей принёс турецкий сериал «Великолепный век».
Окончила Босфорский университет (кафедра английского языка и литературы). Имеет несколько наград.  14 августа 2015 года Саадет вышла замуж за Памира Киранер.

## Фильмография
| Год  | Название                | Роль                    |
| ---- | ----------------------- | ----------------------- |
| 2005 | Осенний пожар           | Пынар                   |
| 2006 | Пленённые сердце        | Ирем                    |
| 2007 | Яйцо                    | Айла                    |
| 2008 | Я другой                | Элиф                    |
| 2008 | Школьный класс          | Дуйгу                   |
| 2008 | Красивая жизнь          | Дениз                   |
| 2008 | Человек без сердца      | Ферайе                  |
| 2008 | Молоко                  | Семра                   |
| 2009 | Нянька по вызову        | турецкая девушка в кафе |
| 2009 | Восточные пьесы         | Изил                    |
| 2009 | Любовь на других языках | Зейнап                  |
| 2009 | Балканах свадьба        | Зехра                   |
| 2011 | Великолепный век        | Виктория/Садыка         |
| 2012 | Рождённый дважды        | Аска                    |
| 2013 | Изгнание                | Элени                   |
| 2014 | Бизнес                  | Рания                   |
| 2016 | Петля. Мёртвый узел     | Эйлюль                  |
| 2017 | Моя Родина — это ты     | Люси Адамс              |
| 2018 | Наивность               | Ремзие                  |